# Ulysse (album)
Pour les articles homonymes, voir Ulysse (homonymie).
Albums de Henry Torgue et Serge Houppin
Amour-Légende
(1992) Voyageur immobile
(1995)
Ulysse est le sixième album de Torgue et Houppin sorti en 1993 pour le spectacle de danse contemporaine Ulysse de Jean-Claude Gallotta.

## Titres de l'album
1. Ballade opale - Torgue (3 min 14 s)
2. The White Turkey - Torgue et Houppin (4 min 39 s)
3. Bacchanale d'Ulysse - Torgue (2 min 23 s)
4. Sur l'autre rive - Torgue (3 min 04 s)
5. Ulysse - Torgue et Houppin (10 min 50 s)
6. Monologue - Torgue (3 min 46 s)
7. Ana et les garçons - Torgue (4 min 47 s)
8. L'Archipel des sirènes - Torgue et Houppin (5 min 20 s)
9. Eleonor's Road - Torgue et Houppin (5 min 05 s)
10. Au bord des lèvres - Torgue et Houppin (5 min 02 s)